# Урош II Примислав
Урош II Вукановић био је велики жупан Србије из династије Вукановића. Владао је од око 1145. године до иза 1155. или све до 1162. године. Био је син и наследник великог жупана Уроша I и брат потоњих великих жупана Белоша и Десе. Владавина Уроша II позната је из византијских извора (дела Јована Кинама, Никите Хонијата, Теодора Продрома, Михаила Солунског) који описују походе цара Манојла I Комнина (1143—1180) против Срба и Угара средином 12. века.
У историографији се отвореним сматра питање о препостављеној истоветности Уроша II са великим жупаном из 1162. године, који се код Јована Кинама помиње под именом Примислав (грч. Πριμίσθλαβος). Сматрајући да је реч о додатном имену Уроша II, а самим тим и о истој личности, поједини истраживачи су указали на могућност да је његова владавина трајала све до 1162. године.

## Владавина
Урош II је ступио на престо после смрти свог оца Уроша I око 1145. године. Најмлађи син Уроша, Деса последњих година његовог живота је завладао Травунијом и Зетом одакле је, уз подршку једног дела локалног племства, стално покушавао да истисне представнике династије Војислављевића. Како је дукљански кнез Радослав био византијски штићеник, сукоби око јадранског залеђа указују да су се српски велики жупани поново индиректно окренули против моћног цара Манојла I. Византијски историчар Никита Хонијат записао је како је српски жупан вршио упаде у земље подложне Ромејима. По Јовану Кинаму пак, цар Манојло је 1149. припремао поход на Сицилију када је сазнао да се Аламани, Далмати и Пеонци (тј. Нормани из јужне Италије, Срби и Угри) спремају да нападну царство на западу. Средњи син Уроша I, Белош је 1141. постао палатин на двору свог сестрића Гезе II (1141—1162) и тиме су српски велики жупани у угарском краљу стекли важног савезника.
Византијски цар се 1149. налазио у Валони на јадранској обали данашње Албаније и одатле је, највероватније, преко Пелагоније и Косова поља упао у област којом је владао Урош II. Манојло је прво разорио Рас, престоницу великих жупана, поробио његово становништво и оставио посаду под командом севастоипертата Константина Анђела. Након тога, цар је са главнином војске продужио у област коју Кинам назива Никава која се вероватно налазила на горњем Ибру. У Никави је Манојло Комнин потчинио локална утврђења без икаквих проблема, али је следећа мета византијске војске, Галич на десној обали Ибра заузета на јуриш тек после тродневне опсаде. Заробљенике је византијски василевс послао из Раса да се населе у околини Сердике (данашња Софија). Међутим, током царевог одсуства, Урош је већ напао Византинце у околини Раса. Цар је кренуо да зароби великог жупана, али у томе није успео мада се Урош по Кинаму морао спасавати бежећи пешице преко планинских превоја. Манојло је одустао од потере али је спалио неименовану резиденцију српског архижупана и затим се повукао без јасно остварене победе.
Крајем лета 1150. Манојло I Комнин је спровео нови и овога пута пажљивије планиран поход против непокорног српског жупана. Док је боравио у Нишу, цар је сазнао да угарски одреди пристижу у помоћ Србима преко земље назване Лонгомир (доњи ток реке Лугомир, леве притоке Велике Мораве). Манојлова војска је долином Мораве стигла до Саве а затим је кренула низ Дрину покушавајући да пресече пут Угрима и спречи их да се састану са Урошевим Србима. Након мањег и победоносног сукоба са Угрима у близини Дрине, Ромеји су се утаборили недалеко од реке Таре. У зору српска војска, појачана коњицом састављеном од Угара, Печенега и хазарских Кезуна из Срема, је притисла обалу реке. Тек са појавом цара на бојишту, византијска војска је успела да стрелама натера непријатељску војску да се повуче са обала. Када су Ромеји прешли дотада чувани мост успели су да наметну у почетку неодлучну борбу коју је на крају решио сам цар у двобоју са горостасним угарским заповедником Вакхином. Међу угледним заробљеницима налазили су се и двојица српских жупана Грдеша и Вучина. И овога пута византијска победа није била убедљива пошто је тежак терен и снежни наноси спречио кретање неколико византијских војсковођа, а Вакхин је скренуо цару пажњу на бројност непријатељске војске. Кинамова опаска о снегу који је ухватио Византијце указује да је Манојлов поход потрајао бар два месеца, до новембра 1150. године. Међутим, у царски логор су прво стигли посланици великог жупана, а затим и сам Урош држећи се смерно и понизно. Урош је пао на ничице пред царем и положио заклетву да ће за сва времена остати роб Ромеја. Морао се и обавезати да ће убудуће византијском цару слати помоћ од 2000 ратника у случају рата у Европи, а 500, уместо дотадашњих 300, у случају похода у Азију. Манојло се овога пута задовољно вратио у Цариград где је прославио тријумф у коме су, по речима Никите Хонијата, вођени угарски племићи и раскошно обучени српски заробљеници. Царева победа прослављена је и беседом солунског архиепископа Михаила и стиховима Теодора Продрома и анонимног песника (Аноним Мангански).
Наредне, 1151. Манојло Комнин је, након што је умирио српског владара, повео поход против Угара како би их казнио због помоћи коју су указали Србима. Мир је најпосле закључен 1152. након још једног византијског похода у данашњем Срему. Управа над византијским испоставама Нишем и Браничевом поверена је царевом брату од стрица Андронику који је после неког времена затражио угарску помоћ како би се домогао царског престола. Тиме је започет нови сукоб Византије и Угарске који је најпосле окончан 1155. новом победом цара Манојла. Током ових ратова, дошло је до подела у династији Вукановића пошто је Урош II остао лојалан цару, док је, вероватно под Белошевим утицајем, један део племства подржавао најмлађег од браће, Десу. Када се Манојло поново показао успешним у рату са Угрима, српско племство је, у страху од цареве силе, пристало да прихвати за владара онога кога византијски цар одреди. Манојло је примио и Уроша и Десу и потом потврдио старијег Уроша на место великог жупана. Урош је обновио стару вазалну заклетву цару и предао таоце. Хронолошке оквире епизоде током које је Урош привремено изгубио престо није лако одредити, али се у науци сматра да се збацивање одиграло најраније 1153, док је Урош по царевој вољи враћен на трон вероватно 1155. године.
Када је 1160. окупљао војску за поход против Иконијског султаната Турака Селџука, цар Манојло је позвао и српског великог жупана, чије име није поменуто, да испуни своју вазалну обавезу и пошаље обећану војску, а поједини истраживачи сматрају да се ти подаци односе на Уроша II.
По народном предању жупан Урош II подигао је средином 12. века као своју задужбину Кучевишки манастир у Јужној Србији.

## Питање о истоветности са Примиславом
Једно од најзначајнијих историографских питања које се односи на Уроша II проистиче из његове потенцијалне истоветности са Примиславом или Прибиславом (грч. Πριμίσθλαβος или Πριμισθλάβος, односно Πριβισθλάβος), који се помиње само у делу византијског историчара Јована Кинама и то као српски велики жупан из 1162. године. Сматрајући да је реч о додатном, чисто словенском имену Уроша II, а самим тим и о истој личности, поједини истраживачи су указали на могућност да се и потоња збивања, све до 1162. године, односе на владавину Уроша II, али те претпоставке нису наишле на опште прихватање у науци.
Према Кинамовом казивању о збивањима која су уследила након смрти угарског краља Гезе II (1162), цар Манојло I је искористио превирања у Угарској како би уредио прилике у Србији, пошто се тадашњи велики жупан, чије је име по Кинаму било Примислав, одметнуо од царске власти. Цар је у Филипопољ (данас Пловдив у Бугарској) позвао Примислава и његовог брата Белоша, а затим је прогласио Белоша за новог великог жупана. Примислав је пресељен на византијску територију где је био безопасан по интересе царства и цар га је обдарио издашним поседом. У наставку текста Кинам спомиње и Десу као најмлађег брата Примислава и Белоша. Примислава помиње само Кинам, а каснији српски родослови спомињу Првослава, као брата Стефана Немање.
По мишљењу разних истраживача, Урош II и Примислав су били једна те иста личност, пошто Кинам помиње Белоша и Десу као браћу Примислава и поред тога наводи како је већ раније у свом делу помињао да се управо тај велики жупан (Примислав) још раније одметао од цара, који му је у оба наврата опраштао одметништво, али таквих помена у сачуваним верзијама Кинамовог дела нема, док у тексту постоје подаци који се односе на одматања Уроша II, те се стога претпоставља да је Кинам мислио на та збивања када је поменуо ранија одметања Примислава, који би самим тим био идентичан са Урошем II. Та претпоставка није општеприхваћена у науци, пошто Кинамово дело није сачувано у целини, већ само у делимичним преписима, код којих најстарији потиче из 13. века, те стога није могуће коначно разрешити дилему о идентитету великог жупана Примислава и његовој претпостављеној истоветности са Урошем II.

### Породично стабло
|  |                             |  |  |  |  |  |  |  |  |  |  |  |  |  |  |  |
|  | (?) Петрислав Војислављевић |  |  |  |  |  |  |  |  |  |  |  |  |  |  |  |
|  |                             |  |  |  |  |  |  |  |  |  |  |  |  |  |  |  |
|  |                             |  |  |  |  |  |  |  |  |  |  |  |  |  |  |  |
|  | (?) Марко                   |  |  |  |  |  |  |  |  |  |  |  |  |  |  |  |
|  |                             |  |  |  |  |  |  |  |  |  |  |  |  |  |  |  |
|  |                             |  |  |  |  |  |  |  |  |  |  |  |  |  |  |  |
|  | Урош I Вукановић            |  |  |  |  |  |  |  |  |  |  |  |  |  |  |  |
|  |                             |  |  |  |  |  |  |  |  |  |  |  |  |  |  |  |
|  |                             |  |  |  |  |  |  |  |  |  |  |  |  |  |  |  |
|  | Урош II Вукановић           |  |  |  |  |  |  |  |  |  |  |  |  |  |  |  |
|  |                             |  |  |  |  |  |  |  |  |  |  |  |  |  |  |  |
|  |                             |  |  |  |  |  |  |  |  |  |  |  |  |  |  |  |
|  | Роман IV Диоген             |  |  |  |  |  |  |  |  |  |  |  |  |  |  |  |
|  |                             |  |  |  |  |  |  |  |  |  |  |  |  |  |  |  |
|  |                             |  |  |  |  |  |  |  |  |  |  |  |  |  |  |  |
|  | (?) Константин Диоген       |  |  |  |  |  |  |  |  |  |  |  |  |  |  |  |
|  |                             |  |  |  |  |  |  |  |  |  |  |  |  |  |  |  |
|  |                             |  |  |  |  |  |  |  |  |  |  |  |  |  |  |  |
|  | Ана Комитопул               |  |  |  |  |  |  |  |  |  |  |  |  |  |  |  |
|  |                             |  |  |  |  |  |  |  |  |  |  |  |  |  |  |  |
|  |                             |  |  |  |  |  |  |  |  |  |  |  |  |  |  |  |
|  | Ана                         |  |  |  |  |  |  |  |  |  |  |  |  |  |  |  |
|  |                             |  |  |  |  |  |  |  |  |  |  |  |  |  |  |  |
|  |                             |  |  |  |  |  |  |  |  |  |  |  |  |  |  |  |
|  | Јован Комнин                |  |  |  |  |  |  |  |  |  |  |  |  |  |  |  |
|  |                             |  |  |  |  |  |  |  |  |  |  |  |  |  |  |  |
|  |                             |  |  |  |  |  |  |  |  |  |  |  |  |  |  |  |
|  | (?) Теодора Комнина         |  |  |  |  |  |  |  |  |  |  |  |  |  |  |  |
|  |                             |  |  |  |  |  |  |  |  |  |  |  |  |  |  |  |
|  |                             |  |  |  |  |  |  |  |  |  |  |  |  |  |  |  |
|  | Ана Даласина                |  |  |  |  |  |  |  |  |  |  |  |  |  |  |  |
|  |                             |  |  |  |  |  |  |  |  |  |  |  |  |  |  |  |
|  |                             |  |  |  |  |  |  |  |  |  |  |  |  |  |  |  |